# نخلة جميرا
نخلة جميرا هي الأصغر بين مجموعة من ثلاث جزر اصطناعية على شكل نخيل تعرف باسم «جزر النخيل» في دبي بالإمارات، وهي مصممة على شكل نخلة مكونة من ثلاثة أجزاء: الجذع، التاج وسعفاته 17 ويحيط بها حاجز نصف دائري مشكلاً حيداً بحرياً اصطناعياً.
تغطي نخلة جميرا مساحة 5.72 كيلومتراً مربعاً، أي ما يعادل 600 ملعب كرة قدم ورغم حجمها الضخم، استغرق بناء نخلة دبي ست سنوات  ويعيش فيها ما يقارب 80 ألف شخص.

## الموقع
تتمتع نخلة جميرا دبي بموقع استراتيجي في قلب بحر الخليج العربي، وتتميز بقربها نسبياً من منطقتي دبي مارينا ومساكن شاطئ جميرا (جي بي ار)، حيث لا يستغرق الوصول إليهما سوى 15 دقيقة، بالإضافة إلى قربها من مدينة دبي للإعلام ومدينة دبي للإنترنت، وكذلك مطار دبي الدولي الذي يستغرق الوصول إليه 30 دقيقة بالسيارة.

## السعفات والحاجز البحري
السعفات كلها هي مناطق سكنية وفلل، بينما منطقة الحاجز البحري تضم 7 فنادق ضخمة ومنتجعات عملاقة، من بينها منتجع أطلانتيس الذي يوحي اسمه بالجزيرة الأسطورية أتلانتيس، يضم الفندق 1539غرفة متصدراً بذلك كأكبر فندق في الشرق الأوسط. ويقصده العديدون لتجربة جولات الهليكوبتر في دبي وخوض مغامرات في الحديقة المائية ، كما تشهد الجزيرة بناء ناطحة السحاب برج ترامب والتي تحولت إلى معلم من معالم دبي.

## عملية بناء نخلة جميرا
أطلقت شركة نخيل العقارية مشروع نخلة الجميرة واُقتُرح التصميم الهندسي لها من قبل شركة “Helmen Hurley Charvat Peacock” الأمريكية واحتاجت الجزيرة ما يقارب 94 مليون متر مكعب من الرمل لجعلها على شكل النخلة،و7 ملايين طن من الصخور المستقدمة من جبال الحجر لبناء القاعدة ولمنع موجات البحر من عرقلة العمل تم بناء حاجز يطوّق منطقة العمل، وكان على ارتفاع 2.5 متر .وقد شارك في مهمة البناء قمر صناعي خاص على ارتفاع 676 كم في الفضاء، ليضمن حدوث انحناءات الجزيرة بشكلها وموقعها الحالي، ولهذا استُخدم نظام تحديد المواقع GPS لمعرفة موقع وضع الرمل بدقةٍ.ولم يدخل في بنائها أي من مواد البناء الصلبة أو الإسمنت أو الحديد.وأُنشئ حاجز الأمواج تحت الهلال كدرع لحماية الجزيرة من الأعاصير والعواصف وتم زراعة ما يزيد عن 12.000 شجرة في مشتلٍ خاصٍّ، ليتم نقلها فيما بعد إلى الجزيرة بعد الانتهاء من إنشائها.

## مونوريل نخلة جميرا

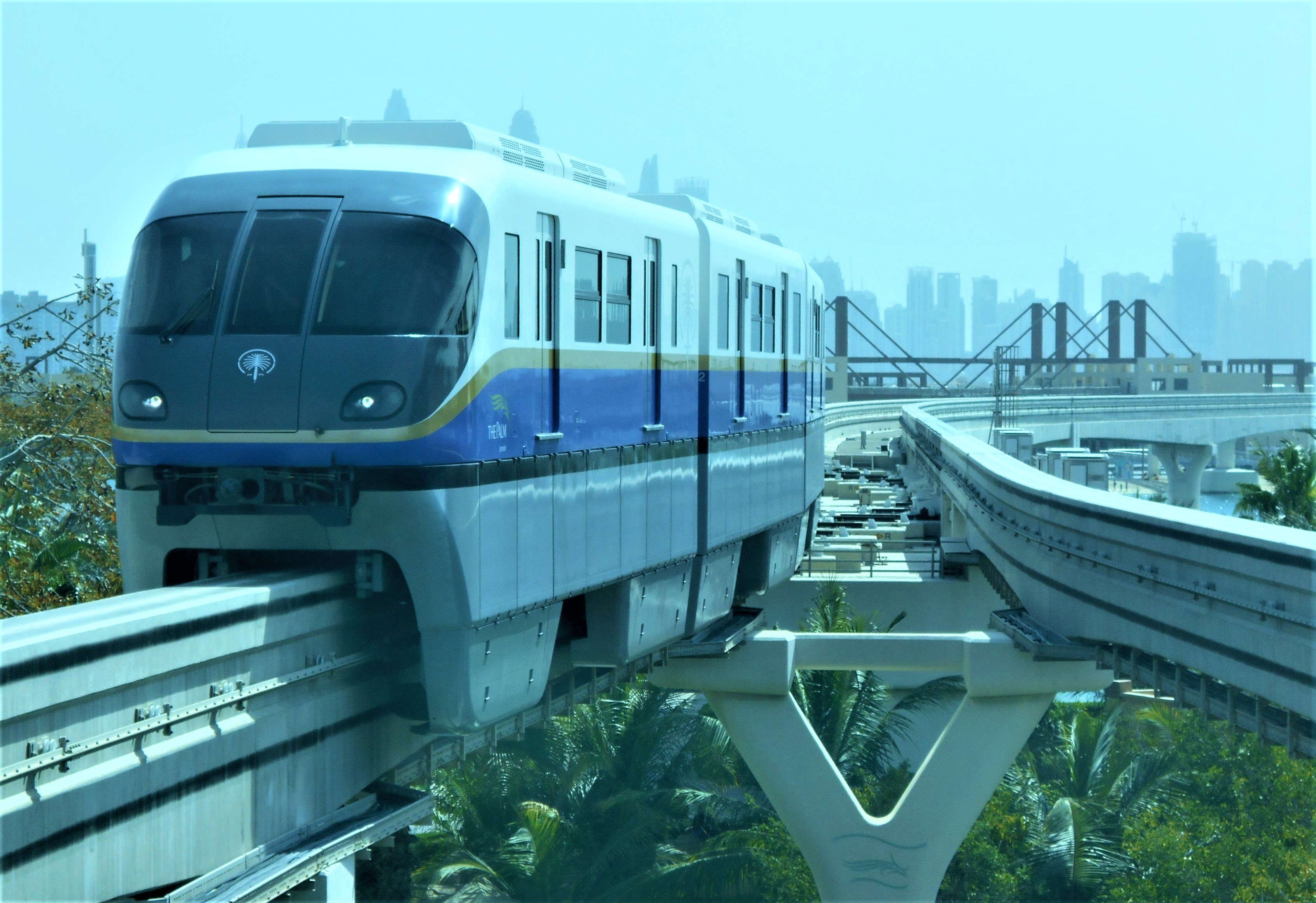
مونوريل نخلة جميرا

مونوريل نخلة جميرا أو ذا بالم مونوريل هو خط حديدي أحادي يمتد على طول 5.5 كيلومتر تم افتتاحه عام 2009 في دبي، يصل بين نخلة جميرا والبر الرئيسي لدبي. يربط بالم مونوريل أهم المعالم الرئيسية في المنطقة، بدءاً من محطة البوابة “جيتواي ستيشن” عند مدخل نخلة جميرا، حتى أتلانتس مدينة أكوافينتشر المائية التي تعد المحطة الأخيرة لمسار القطارفي رحلة على جزيرة النخلة مسافتها 12 كم ومدتها 20 دقيقة ذهابا وإيابا،حيث يمر القطار عبر جسور علوية تخترق جزيرة نخلة جميرا، بالإضافة إلى الجسور البحرية التي تحلق بالقطار في مياه الخليج.و يوفر للركاب فرصة مشاهدة الجزيرة الاصطناعية من موقعٍ فريد من نوعه. وقدتمت تهيئة مسارات هذا القطار العصري بنظام المسارات الصامتة لتقليل مستوى الضجيج أثناء التنقل،
يقع ممشى ذا بورد ووك أو الممشى العالمي على أطراف نخلة جميرا و يمتد على طول 11 كيلومتراًعلى هلال نخلة جميرا الصناعي، ويتميز بإطلالاته على الخليج العربي من جهة، وعلى أبراج دبي من الجهة الأخرى يتميز بأرضية مخصصة للمشي والركض، مع مسارات عريضة تسمح باستيعاب عدد كبير من الزوّار دون الشعور بالازدحام.كما زُوِّد بمقاعد وأكشاك لبيع الوجبات الخفيفة والمشروبات،و تنتشر أشجار النخيل والمناطق المزروعة على طول الممشى. وقد بلغت تكلفة إنشاؤه نحو 150 مليون درهم (40.83 مليون دولار)

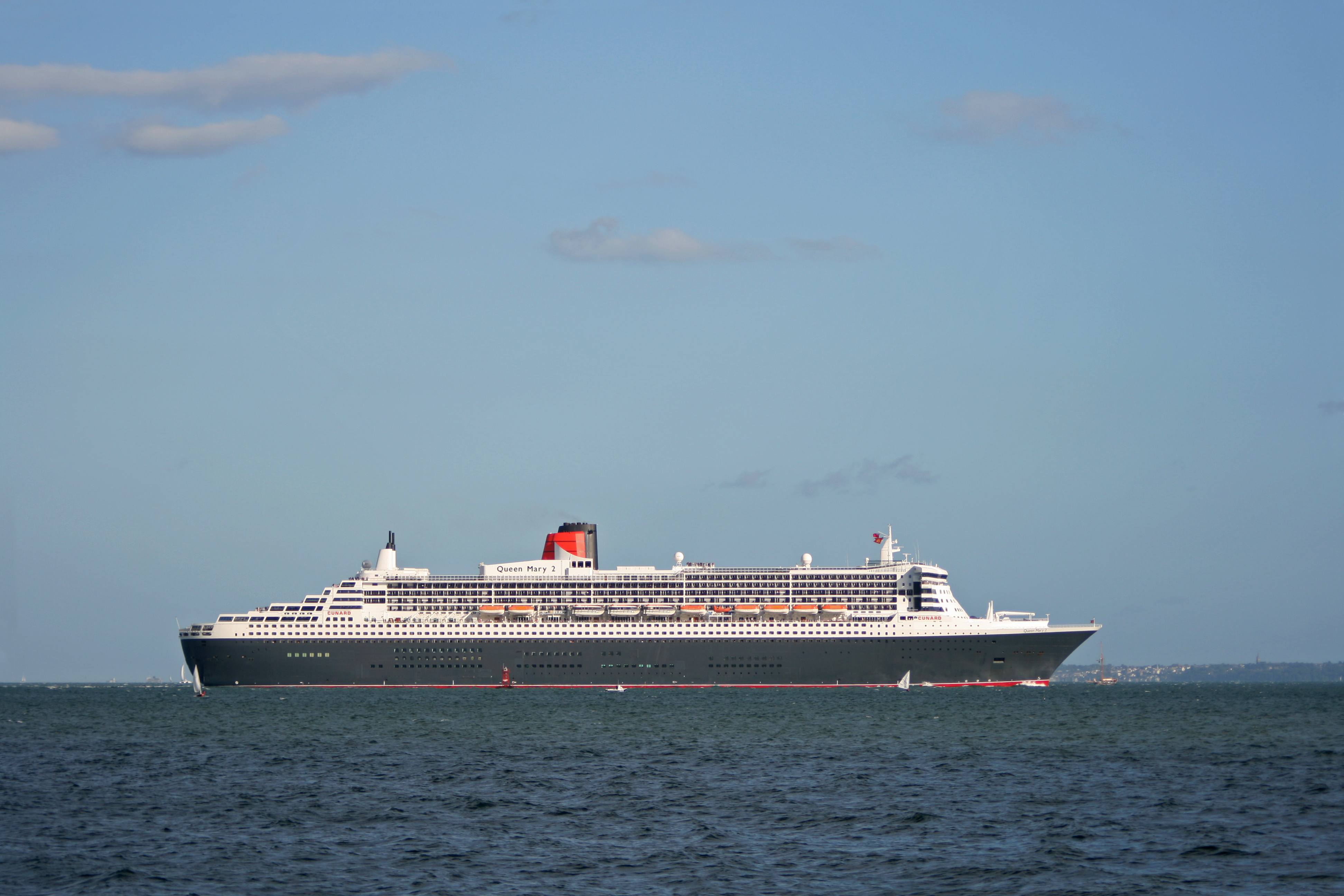
آر إم إس كوين ماري 2

## أحداث
في حفل وصول أول دفعة من سكان للجزيرة نظمت «نخيل»، الشركة المطورة للمشروع، خلال نهاية عام 2006 قامت بإحضار أحد أكبر المناطيد في العالم سكاي شيب 600 إلى دبي.
أصبحت الجزيرة المقر الجديد لسفينة الرحلات العالمية الشهيرة آر إم إس كوين ماري 2، والتي ترسي بشكل دائم في قلب مشروع مرسى فاخر يتم تطويره قبالة الجذع الشرقي لنخلة جميرا.

## معرض الصور

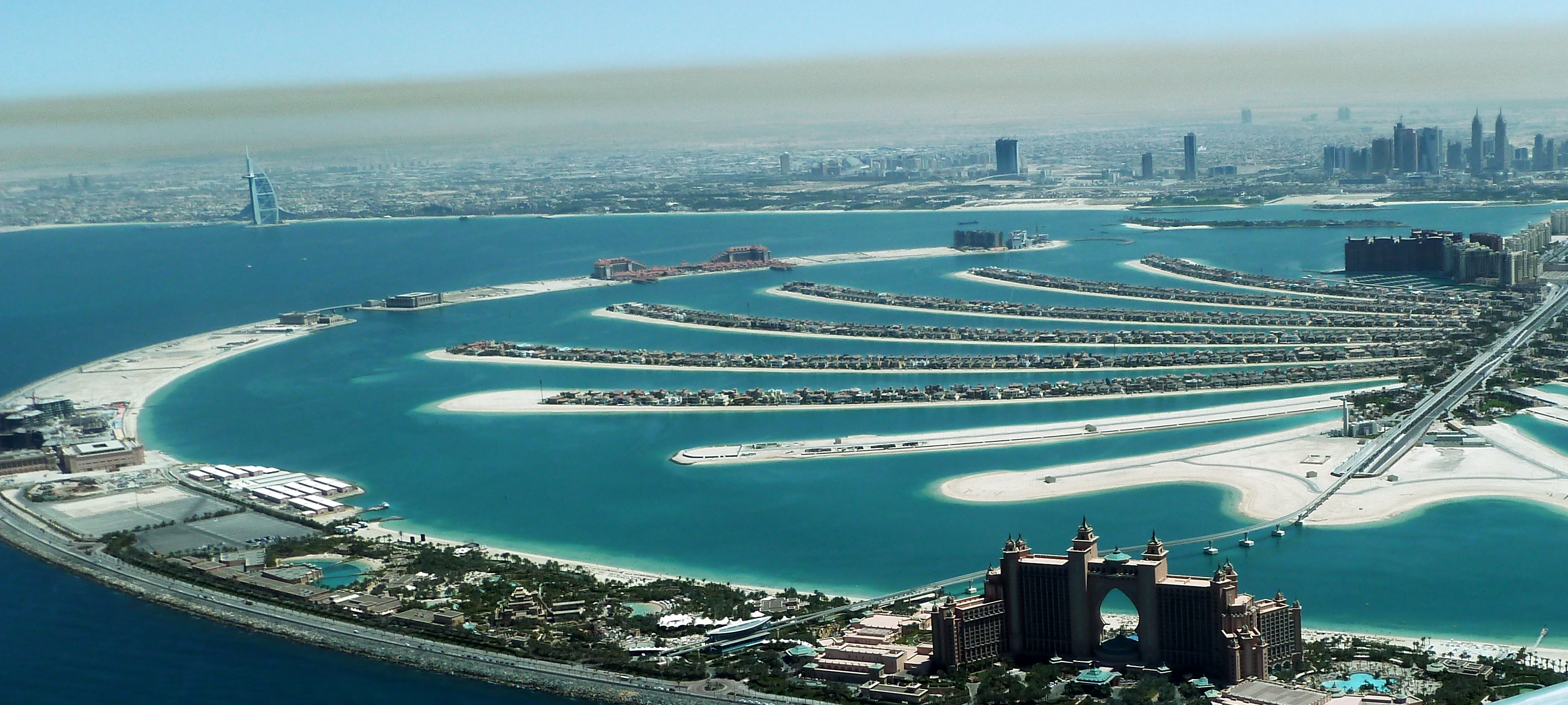
أتلانتيس في نخلة جميرا
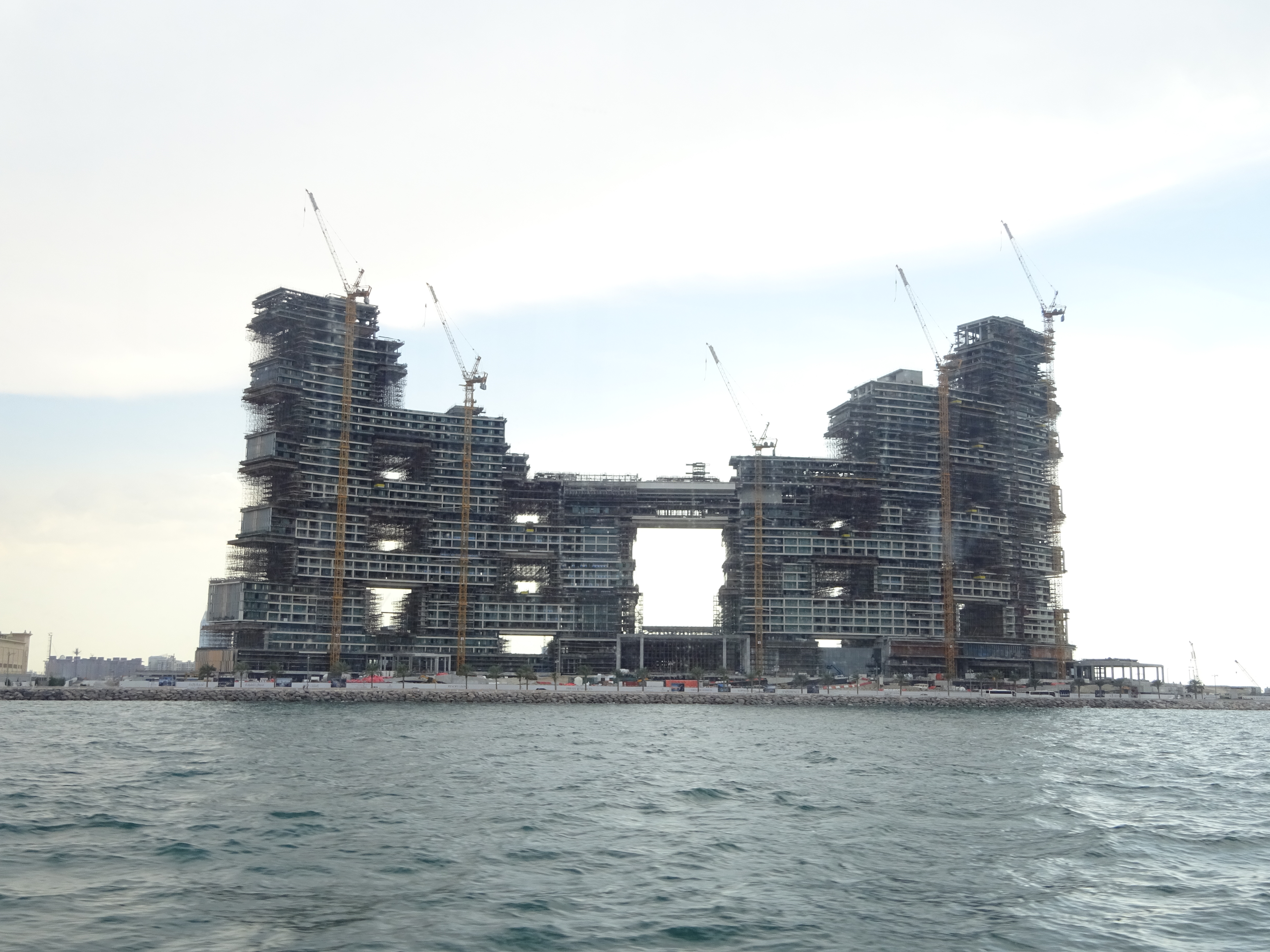
رويال أتلانتيس
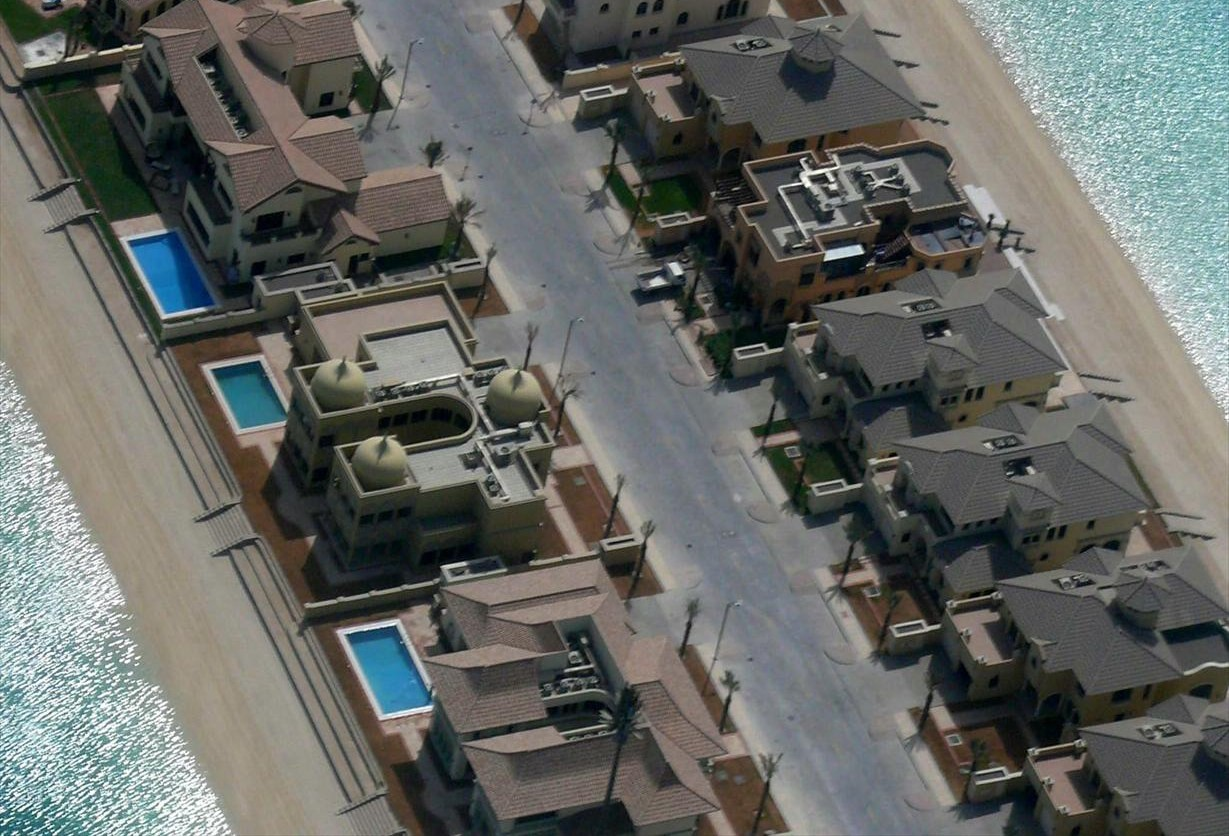
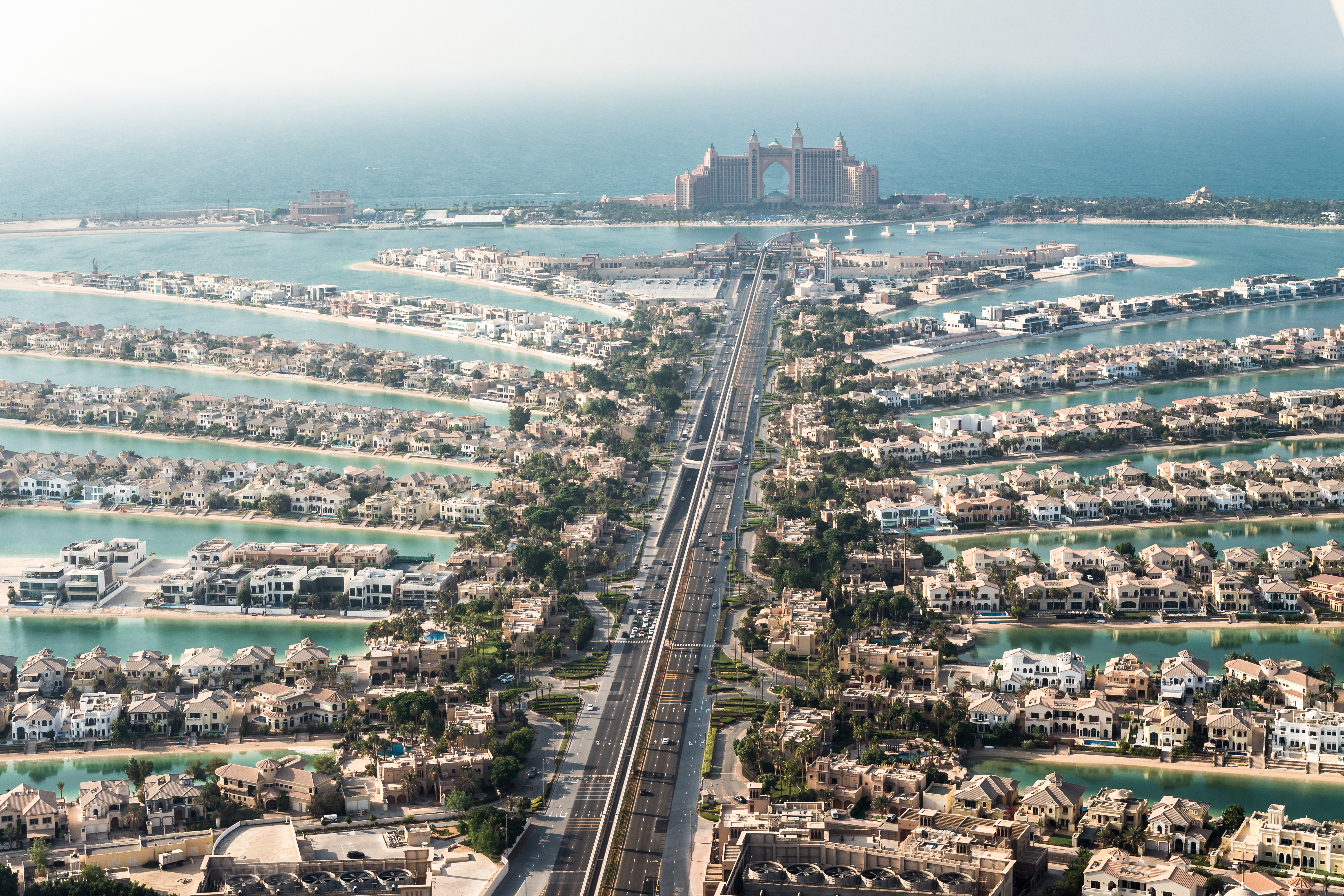
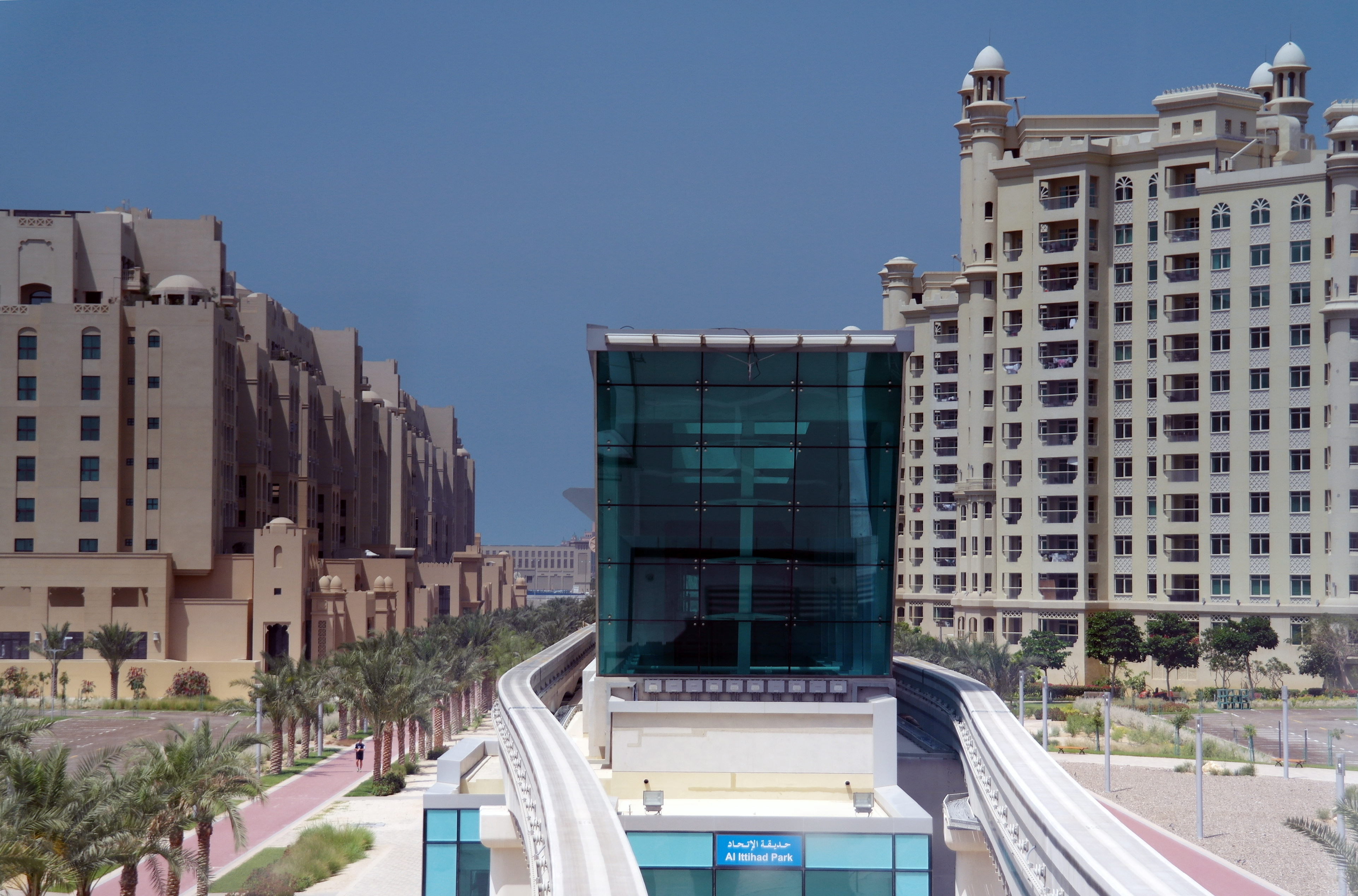
محطة برج ترامب
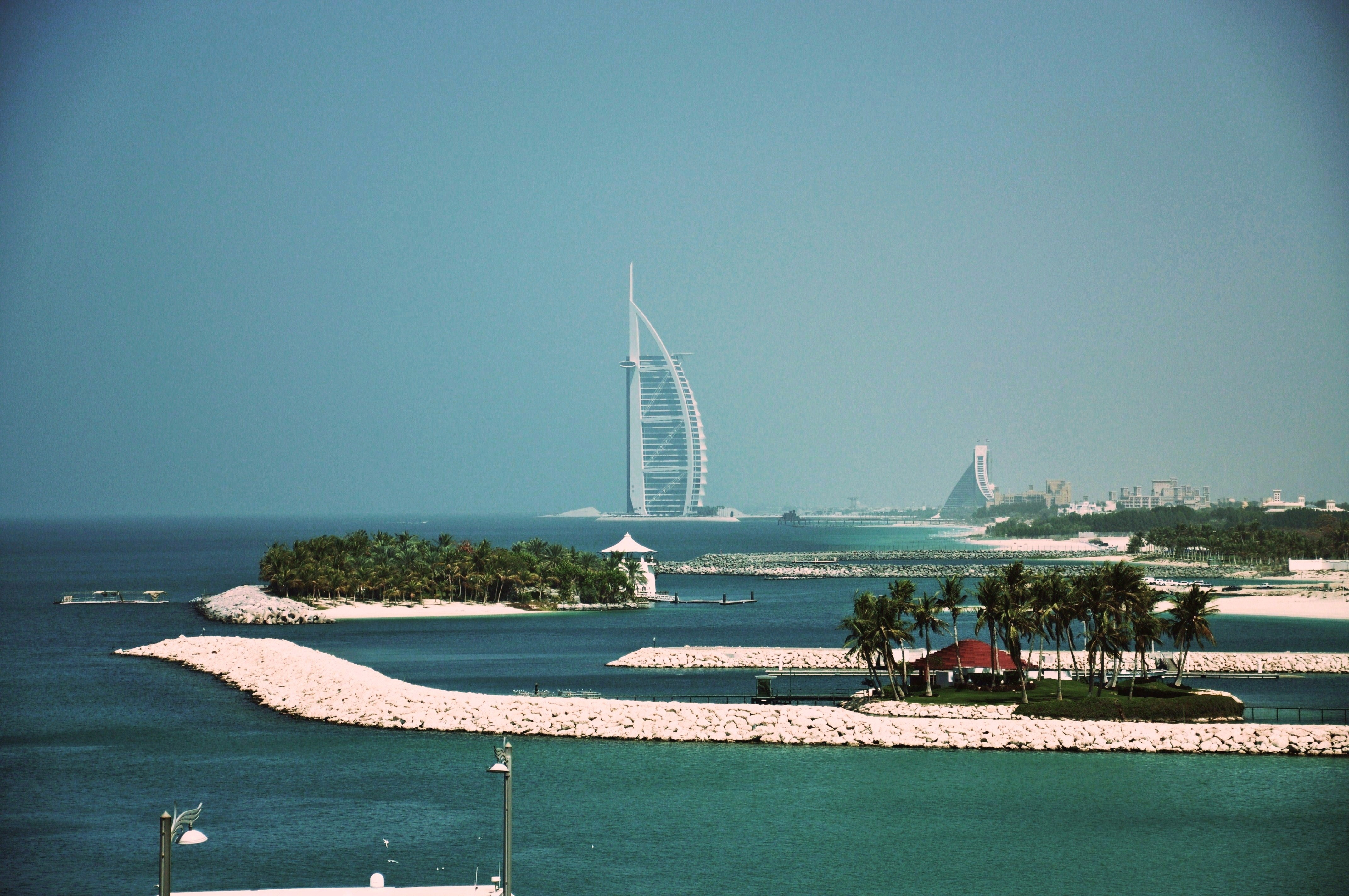